# Grand Prix d'Ouverture La Marseillaise 1991
Il Grand Prix d'Ouverture La Marseillaise 1991, conosciuto anche come Grand Prix de Bessèges, dodicesima edizione della corsa, si svolse il 5 febbraio 1992 su un percorso di 118 km, con partenza e arrivo ad Bessèges, in Francia. La vittoria fu appannaggio del belga Edwig Van Hooydonck, che completò il percorso in 3h05'24", alla media di 38,188 km/h, precedendo i connazionali Pierre Dewailly e Herman Frison.
Sul traguardo di Bessèges 80 ciclisti portarono a termine la competizione.

## Ordine d'arrivo (Top 10)
| Pos. | Corridore           | Squadra               | Tempo    |
| ---- | ------------------- | --------------------- | -------- |
| 1    | Edwig Van Hooydonck | Buckler-Colnago-Decca | 3h05'24" |
| 2    | Pierre Dewailly     | Histor-Sigma          | s.t.     |
| 3    | Herman Frison       | Histor-Sigma          | s.t.     |
| 4    | Robert Matwew       | Telekom               | s.t.     |
| 5    | Michel Dernies      | Weinmann-Eddy Merckx  | s.t.     |
| 6    | Serge Demierre      | Helvetia-La Suisse    | s.t.     |
| 7    | Viktor Klimov       | Seur-Otero            | s.t.     |
| 8    | Stephen Hodge       | O.N.C.E.              | s.t.     |
| 9    | Hartmut Bölts       | Telekom               | s.t.     |
| 10   | Pedro Díaz Zabala   | O.N.C.E.              | s.t.     |